# Симплектичний многовид
Симплектичний многовид — це многовид із заданою на ньому симплектичною формою, тобто замкнутою невиродженою диференціальною 2-формою.
Симплектичний многовид дозволяє природним геометричним чином ввести механіку Гамільтона і дає наочне тлумачення багатьом її властивостям.

## Означення
Диференціальна 2-форма {\displaystyle \omega } називається симплектичною структурою, якщо вона невироджена і замкнута, тобто її зовнішня похідна дорівнює нулю:
{\displaystyle d\omega =0}
і для будь-якого ненульового дотичного вектора {\displaystyle v\in T_{x}M}
{\displaystyle \imath _{v}\omega \neq 0}
де {\displaystyle \imath _{v}} — операція підстановки вектора {\displaystyle v}.
Многовид {\displaystyle M} називається симплектичним, якщо на ньому задана симплектична структура.

## Гамільтонові векторні поля
Нехай {\displaystyle H\colon M\to \mathbb {R} } — довільна функція на симплектичному многовиді. Симплектична структура ставить у відповідність 1-формам на {\displaystyle M} особливий клас векторних полів, які називаються гамільтоновими, за правилом
{\displaystyle dH=\imath _{v}\omega .}
В силу невиродженості форми {\displaystyle \omega } векторне поле {\displaystyle v} визначене однозначно, позначимо його {\displaystyle IdH}. У канонічних координатах це відображення набуває вигляду
{\displaystyle {\dot {\mathbf {q} }}={\frac {\partial H}{\partial \mathbf {p} }},\quad {\dot {\mathbf {p} }}=-{\frac {\partial H}{\partial \mathbf {q} }},}
що відповідає рівнянням Гамільтона, при цьому {\displaystyle H} називається функцією Гамільтона або гамільтоніаном. Дужки Пуассона перетворюють множину гамільтоніанів на {\displaystyle M} у алгебру Лі і визначені за правилом
{\displaystyle [F,G]=\omega (IdF,IdG).}

## Пов'язані означення
- Дифеоморфізм симплектичних многовидів {\displaystyle f\colon M\to N} називається симплектоморфізмом, якщо він зберігає симплектичну структуру.

## Властивості
- Теорема Дарбу: всі симплектичні многовиди локально симплектоморфні. Таким чином, в околі будь-якої точки многовиду можна вибрати канонічні координати, звані також координатами Дарбу, в яких симплектична структура набуває вигляду

{\displaystyle \omega =d\mathbf {p} \wedge d\mathbf {q} }
При цьому в дотичному просторі кожної точки в даному околі виявляється обраний базис Дарбу.
- Гамільтонів фазовий потік зберігає симплектичну структуру:

{\displaystyle \ L_{IdH}\,\omega =0}
Тут {\displaystyle L_{v}} — похідна Лі за векторним полем {\displaystyle v}. Таким чином, гамільтонів фазовий потік є симплектоморфізмом.

## Контактна структура
З кожним симплектичним 2n-мірним многовидом канонічним чином пов'язаний (2n + 1)-мірним контактний многовид, званий його контактизацією. Обернено, для будь-якого (2n + 1)-мірного контактного многовиду існує його симплектизація, що є (2n + 2)-мірним многовидом.

## Узагальнення
Многовид називається мультисимплектичним ступня {\displaystyle k}, якщо на ньому задана замкнута невироджена диференціальна k-форма.